# ひるドラ (漫画)
『ひるドラ』は、大井昌和による日本の漫画作品。『近代麻雀オリジナル』（竹書房）にて2010年6月号から2011年8月号まで連載されていた。単行本は全1巻。全11話と、『近代麻雀』（竹書房）2011年12月15日号で読み切りとして掲載された『無頼』が収録されている。

## 概要
タイトルの通り、昼ドラ調な作風で、昼下がりの主婦たちが店のスタンプカードやビール券などを賭けて麻雀をしたり、日常的な生活面を描いていく日常コメディ。キャッチコピーは「巨乳 人妻 どきどき徹マン」（単行本宣伝帯から）。
基本的には1話完結方式で物語が進むが、第7話と第8話は前後編となっている。

## 登場人物
細田 かほる（通称：かほるん）
本作の主人公である専業主婦。34歳。結婚10年目で夫婦仲は良好（朝はいってきますのキスを交わし、夜は週5で枕を交わす）。巨乳。体型はやや太め。普段は標準語で喋るが、実家に帰省した際には地元の訛りに戻る（東北弁寄りの訛り）。
他の主婦仲間と麻雀をする際には、主に自身の自宅（マンション）で行われることが多い。麻雀ゴムマット（の四隅を本で押さえて伸ばしたもの）を使用している。毎回それに手間がかかるためか、「全自動卓が欲しい」と言う場面がある。
ゴールド免許だが、10年運転していない。
麻雀は、実家にいる頃から行っていたようだが、しばしば振り込んだり、いいところであがられるなど、運が悪い描写が多い。また配牌が良いときやテンパイになった際には顔に出るなど、勝負事に向いていない性格だが、旦那（だありん、と呼んでいる）の話題が（良くも悪くも）出た際には、ダブル役満（四暗刻単騎）を上がったり連荘するなど、無類の強さを途端に発揮する（その際、他の3人から「ラブの鬼」と評される）。
小林 栄子（通称：えーこさん）
既婚。自営業（デザイナー）。ただ仕事中にネット麻雀ゲームを遊ぶなど、勤務態度はやや悪い。
喫煙者。身体には花の刺青がある。
貧乳でスレンダーな体型であるため、巨乳であるかほると花田の肥満寄りの体型を「肉まん」と呼称したりするなど、やや言動に無神経さが目立つ。
麻雀では、トップでオーラスの際はベタオリしたり、ダマテンを多用するなど、デジタル理論派。
花田 るい（通称：花田さん、花ちゃん）
既婚。専業主婦。かほると並ぶ巨乳だが、体型はかほるより太め。
旦那の帰宅時間は不規則であり、花田が就寝中に暗い部屋を歩く描写がある。
麻雀中や暇がある時など、常に何か（菓子類や菓子パン類が多い）食べているが、えーこがスーパー銭湯にてガラス越しに「肉まん」と湯気で書いた文字で罵られた際には怒っていたり、涼が高級エステの無料券を持ってきた際には「ダイエットしたかった」と言うなど、自分の肥満体型を気にしている節がある。
機械オンチで、パソコンを買ったはいいが接続できず、結局電気屋を呼んで接続してもらっている。
麻雀では、（次局のため）オーラス最下位でも安目でもあがったり、かほるの良い流れを断ち切る為に鳴きを見せるなど、流れ重視派。
「千代田」と名前を誤植されたこともある。
鈴木 涼（通称：涼さん）
結婚歴は不明。愛人生活を送り、金に困らない生活を送っている。40歳。
主婦仲間から「役満ボディ」と評されるほどの抜群のスタイルを誇るが、極端な寒がり。
高級エステの無料券争奪戦（麻雀）では、わざわざスレンダーでエステの必要がない栄子からあがって最下位に落とし、太めな体型であるかほると花田が脂肪をエステで揉まれて悶絶する姿を微笑みながら見るなど、ドSな性格。
また、比較的真面目で物静かだが、自分が運転する車でスーパー銭湯に行った際、他3人が風呂上がりにビールを飲もうと盛り上がっている際に、「帰りは誰が運転するのか」を殺気を立てて聞くなど、負けず嫌いな一面もある。
麻雀においては高手をあがることが多い（基本的にトップになっている描写が多い）。また捨て牌から最終型を読み切ったり、相手の性格を把握した打ち方を行うなどの理論派でもある。

## 『無頼』
『近代麻雀』（竹書房）にて2011年12月15日号で掲載された読みきり作品。タイトルの通り、麻雀の代打ちで生計を立てる無頼漢のハードボイルドな物語。裏社会で生死を賭けた殺風景でシリアスな展開で物語が進む。
物語
代打ちの男が毎度のように麻雀で勝ち続けたある日の夜、浮浪女と出会い、彼女を拾う。そこから同棲生活をはじめ、ある代打ちの晩に男は対局中に「帰りを待つ女を守る」という私情を挟んだ末に…。

## 他作品との関連
- かほるが住んでいるマンション「CLOVER」は、大井昌和の別作品「おくさん」の主人公、沖田恭子が住んでいるマンションと同名である（ロゴも同じ事から、同じマンションだと推測される）。また、「おくさん」の第12話「豚骨魚介系おくさん」では、恭子とスポーツジム友達がスポーツジム終わりに昼食を取る為に立ち寄るラーメン屋「丼の庄」で、かほる（らしき人物）が客としてラーメンを食べている描写がある。

## 書誌情報
- 大井昌和 『ひるドラ』 竹書房〈近代麻雀コミックス〉、2011年12月1日初版発行（2011年11月17日発売[1]）、ISBN 978-4-8124-7693-2